# Johann Eberle (Politiker)
Johann Eberle (* 30. Juli 1879 in Wolfsheim; † 2. Februar 1932 ebenda) war ein hessischer Politiker (DDP, RDP) und ehemaliger Abgeordneter des Landtags des Volksstaates Hessen in der Weimarer Republik.

## Biografie
Johann Eberle war der Sohn des Gemeinderechners Peter Eberle und dessen Frau Margarethe geborene Klippel. Er war mit Henriette geborene Stritter verheiratet und evangelischer Konfession.
Er übernahm die elterliche Landwirtschaft, arbeitete als Gemeinderechner und als Bürgermeister in Wolfsheim und war seit 1910 Mitglied der hessischen Landwirtschaftskammer.
1924 bis 1931 gehörte er dem hessischen Landtag an. Am 2. Februar 1932 starb Johann Eberle im Alter von 52 Jahren in seiner Geburtsstadt Wolfsheim.